# 기야마정 (구마모토현)
기야마정(일본어: 木山町)은 일본 구마모토현 가미마시키군에 설치되었던 정이다. 현재의 마시키정에 해당한다.

## 참고 문헌
- 角川日本地名大辞典編纂委員会, 『角川日本地名大辞典 43 熊本県』1987, 角川書店